# Campionati europei di beach volley 2003
I Campionati europei di beach volley 2003 si sono svolti dal 29 agosto al 1º settembre 2003 a Alanya in Turchia.

## Podi
| Evento                      | Oro                                    | Argento                                    | Bronzo                                   |
| Torneo maschile (dettagli)  | Austria Nikolas Berger Clemens Doppler | Germania Markus Dieckmann Jonas Reckermann | Svizzera Markus Egger Sascha Heyer       |
| Torneo femminile (dettagli) | Germania Stephanie Pohl Okka Rau       | Germania Andrea Ahmann Jana Vollmer        | Italia Daniela Gattelli Lucilla Perrotta |

## Medagliere
| Posizione | Nazione  | Oro | Argento | Bronzo | Totale |
| --------- | -------- | --- | ------- | ------ | ------ |
| 1         | Germania | 1   | 2       | 0      | 3      |
| 2         | Austria  | 1   | 0       | 0      | 1      |
| 3         | Italia   | 0   | 0       | 1      | 1      |
| 3         | Svizzera | 0   | 0       | 1      | 1      |
| Totale    | Totale   | 2   | 2       | 2      | 6      |